# Madapoderus pacificus
Madapoderus pacificus là một loài bọ cánh cứng trong họ Attelabidae. Loài này được Biondi miêu tả khoa học năm 2005.